# Halba Diouf
Pour les articles homonymes, voir Diouf.
Halba Diouf, née en mai 2002 au Sénégal, est une athlète française spécialiste du 60 et 200 mètres.

## Parcours
Femme trans et interdite de concourir avec les femmes cis,,,, puis exclue des compétitions, et empêchée de fait de participer aux Jeux olympiques d'été de 2024 en raison de sa transidentité,, elle est désormais en procès avec la Fédération française d'athlétisme dont elle a été exclue.